# A magyar labdarúgó-válogatott mérkőzései 1960-ban
A magyar labdarúgó-válogatottnak 1960-ban hat találkozója volt, valamennyi barátságos. Angliát 2–0-ra legyőztük, Jugoszlávia és Skócia ellen döntetlen, Belgiumban azonban a mindössze tizenhét éves Paul Van Himst és Hanon is gólt rúgott a magyar hálóba, Tichy egy góljával szemben.
Novemberben Lengyelországot győzte le a csapat 4–1-re, majd az Európa-bajnok Szovjetuniót és a spanyol válogatottat is legyőző osztrák csapatot láttuk vendégül a Népstadionban, ekkor 2–0-ra nyert a magyar csapat.
Szövetségi kapitány:
- Baróti Lajos

## Eredmények
368. mérkőzés
| 1960. május 22. |

| Magyarország   | 2–0             | Anglia |
| -------------- | --------------- | ------ |
| Albert 51' 76' | (0–0) Részletek |        |

| Népstadion, Budapest Nézőszám: 90 000 Játékvezető: Concetto Lo Bello (ITA) |

369. mérkőzés
| 1960. június 5. |

| Magyarország                    | 3–3             | Skócia                                   |
| ------------------------------- | --------------- | ---------------------------------------- |
| Sándor 20' Göröcs 72' Tichy 91' | (1–1) Részletek | Hunter 35' Dalnoki 64' (öngól) Young 69' |

| Népstadion, Budapest Nézőszám: 85 000 Játékvezető: Arthur Ellis (ENG) |

370. mérkőzés
| 1960. október 9. |

| Magyarország | 1–1             | Jugoszlávia  |
| ------------ | --------------- | ------------ |
| Göröcs 10'   | (1–0) Részletek | Kosztics 70' |

| Népstadion, Budapest Nézőszám: 70 000 Játékvezető: Friedrich Seipelt (AUT) |

371. mérkőzés
| 1960. október 30. |

| Belgium                 | 2–1             | Magyarország |
| ----------------------- | --------------- | ------------ |
| Van Himst 12' Hanon 20' | (2–1) Részletek | Tichy 30'    |

| Heysel-stadion, Brüsszel Nézőszám: 45 000 Játékvezető: Kurt Tschenscher (DFB) |

372. mérkőzés
| 1960. november 13. |

| Magyarország                            | 4–1             | Lengyelország |
| --------------------------------------- | --------------- | ------------- |
| Monostori 20' 40' Göröcs 56' Sándor 65' | (2–0) Részletek | Pol 49'       |

| Népstadion, Budapest Nézőszám: 35 000 Játékvezető: Werner Bergmann (DFB) |

373. mérkőzés
| 1960. november 20. |

| Magyarország          | 2–0             | Ausztria |
| --------------------- | --------------- | -------- |
| Göröcs 75' Machos 90' | (0–0) Részletek |          |

| Népstadion, Budapest Nézőszám: 70 000 Játékvezető: Johannes Martens (HOL) |